# Holton (Suffolk)
Pour les articles homonymes, voir Holton.
Holton est un village et une paroisse civile du Suffolk, en Angleterre.